# Lederhosenfilm
Le terme Lederhosenfilm, que l'on pourrait traduire littéralement par « film en Lederhose » en français, fait référence à un type de comédie érotique allemande et autrichienne très en vogue dans les années 1970 et au début des années 1980.
La Lederhose, également connu sous les noms de « culotte bavaroise » ou « short tyrolien », est une culotte courte traditionnelle originaire de Bavière. Les Lederhosenfilmen se déroulent généralement en montagne, dans un environnement alpin, et incorporent des éléments de comédie humoristique, dans la lignée des comédies allemandes telles Régiment de femmes (de) de Karl Ritter ou Le Village du péché (de) de Ferdinand Dörfler (de).
L'un des producteurs majeurs de ce courant a été l'Autrichien Karl Spiehs, propriétaire de la société de production munichoise Lisa Film. On compte parmi les réalisateurs les plus en vue de ce courant Franz Marischka, Franz Antel, Alois Brummer, Jürgen Enz, Franz Josef Gottlieb, Siggi Götz ou bien encore Gunter Otto.

## Filmographie sélective
- 1936 : Régiment de femmes (de) (Weiberregiment) de Karl Ritter
- 1954 : Le Village du péché (de) (Das sündige Dorf) de Ferdinand Dörfler (de)
- 1970 : Anomalies sexuelles (de) (Abarten der körperlichen Liebe) de Franz Marischka
- 1971 : St. Pauli Nachrichten : Thema Nr. 1 de Franz Marischka
- 1972 : Les Dragueuses (Laß jucken, Kumpel) de Franz Marischka
- 1973 : Les Minettes font la queue (Laß jucken, Kumpel 2. Teil – Das Bullenkloster) de Franz Marischka
- 1973 : Les Allongées (Liebesgrüße aus der Lederhose) de Franz Marischka
- 1974 : Laß jucken, Kumpel 3. Teil – Maloche, Bier und Bett (de) de Franz Marischka
- 1974 : Deux Compères sur l'alpage (de) (Liebesgrüße aus der Lederhose 2. Teil: Zwei Kumpel auf der Alm) de Franz Marischka
- 1974 : Votre plaisir, Mesdames (de) (Die Stoßburg – Wenn nachts die Keuschheitsgürtel klappern) de Franz Marischka
- 1974 : Ach ! Chante-moi encore la tyrolienne (de) de Georg Tressler